# Moliens
Ne doit pas être confondu avec les communes de la Somme Molliens-Dreuil ou Molliens-au-Bois.
Moliens est une commune française située dans le département de l'Oise, en région Hauts-de-France.
Ses habitants sont appelés les Moliennois.

## Géographie

### Localisation

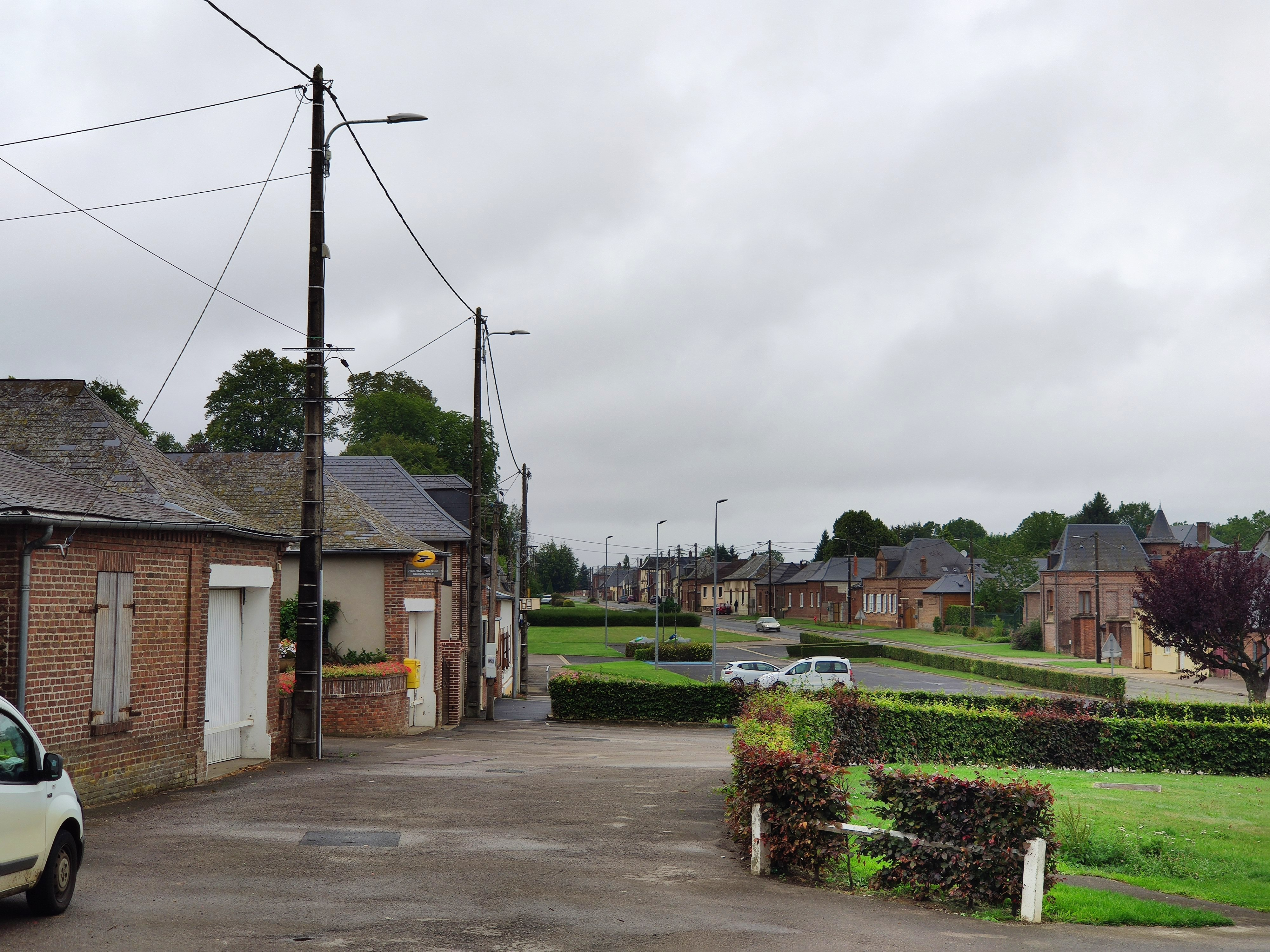
La rue de Picardie.

La commune de Moliens se situe à l'extrémité ouest du département de l'Oise, en bordure du départements de la Seine-Maritime.
Le village rural Picard est situé à 6 km à l'est de Formerie, proche du Pays de Bray. Le relief est peu marqué, l'altitude varie entre 192 et 222 m.
Le centre est bâti sur le schéma type du village-rue que l'on retrouve dans la Picardie Verte : les habitations sont réparties de part et d'autre de la départementale 7 qui relie Formerie à Sarcus, formant ainsi l'axe principal du village. Ces habitations sont souvent mitoyennes.

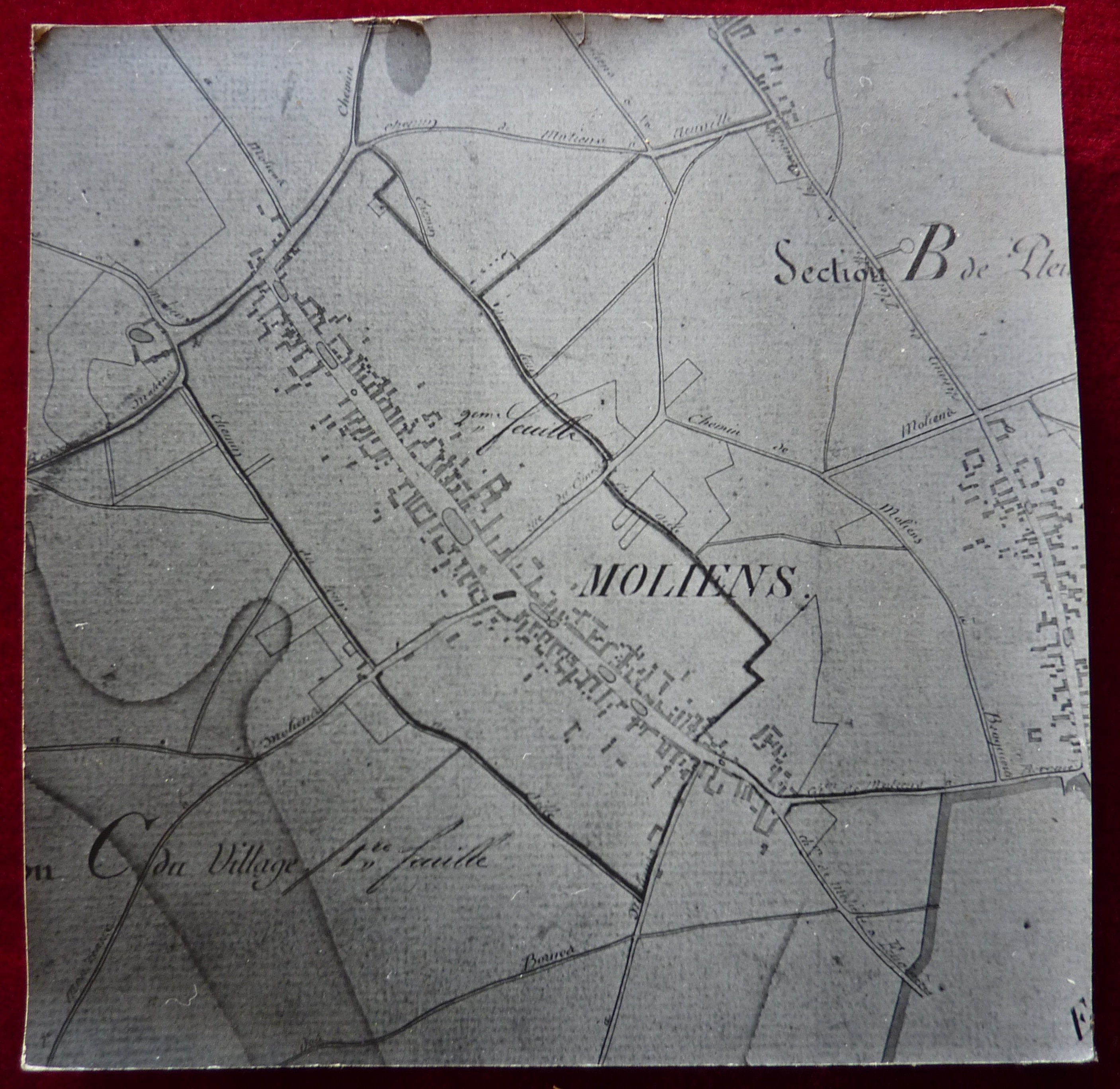
Ancien plan cadastral de Moliens.

Selon Louis Graves, le bourg « est sur un tertre très déprimé, dont l'argile est cachée sous un sable rougeâtre argileux , contenant des galets siliceux en abondance ».

### Hydrographie
La commune est traversée par la ligne de partage des eaux entre les bassins hydrographiques Artois-Picardie et Seine-Normandie. Elle n'est drainée par aucun cours d'eau.

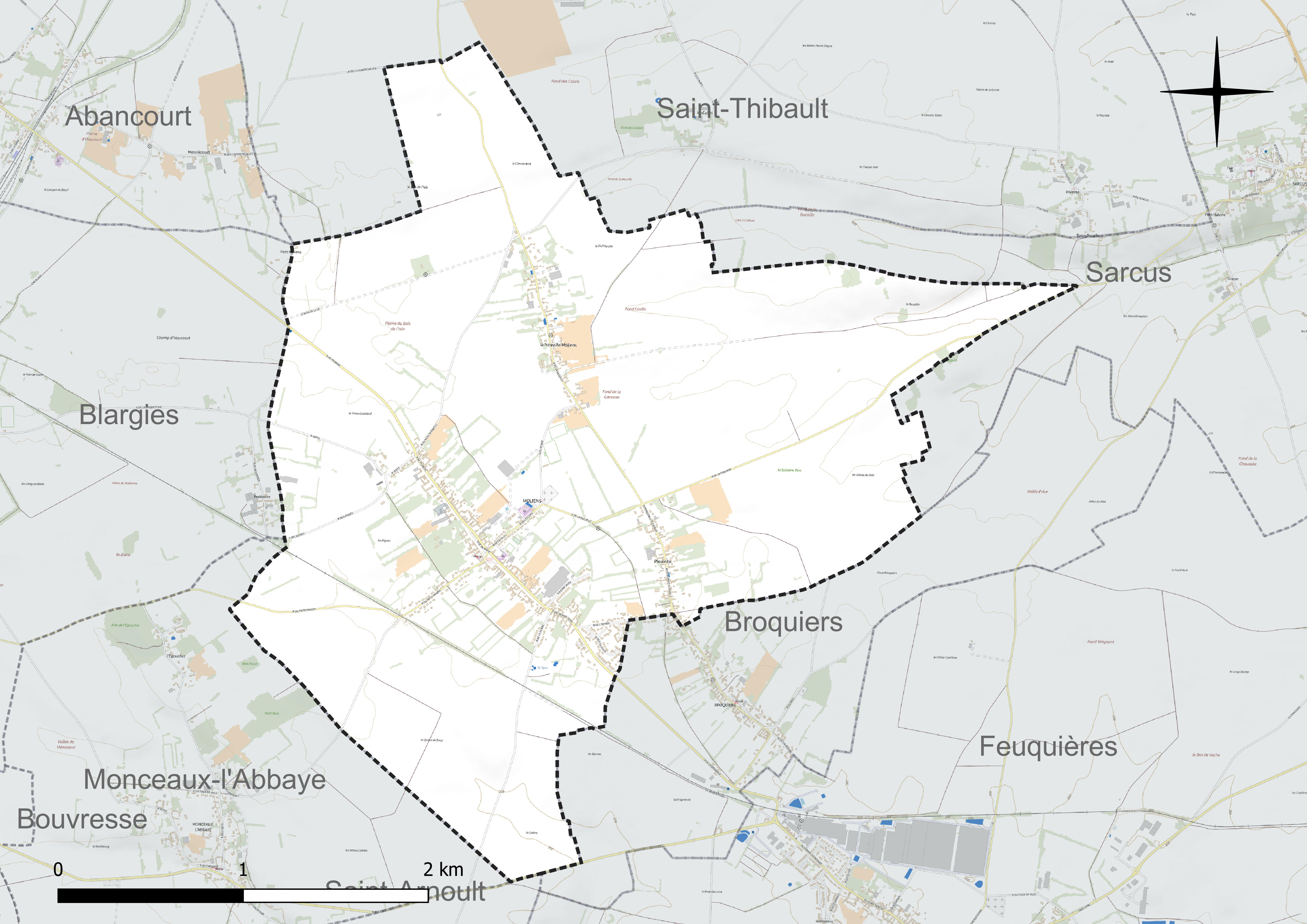
Réseau hydrographique de Moliens.

### Climat
Pour des articles plus généraux, voir Climat des Hauts-de-France et Climat de l'Oise.
En 2010, le climat de la commune est de type climat océanique dégradé des plaines du Centre et du Nord, selon une étude du CNRS s'appuyant sur une série de données couvrant la période 1971-2000. En 2020, Météo-France publie une typologie des climats de la France métropolitaine dans laquelle la commune est exposée à un climat océanique et est dans la région climatique  Côtes de la Manche orientale, caractérisée par un faible ensoleillement (1 550 h/an) ; forte humidité de l'air (plus de 20 h/jour avec humidité relative > 80 % en hiver), vents forts fréquents. 
Pour la période 1971-2000, la température annuelle moyenne est de 9,7 °C, avec une amplitude thermique annuelle de 14,2 °C. Le cumul annuel moyen de précipitations est de 868 mm, avec 12,9 jours de précipitations en janvier et 9 jours en juillet. Pour la période 1991-2020, la température moyenne annuelle observée sur la station météorologique la plus proche, située sur la commune de Saint-Arnoult à 4 km à vol d'oiseau, est de 10,4 °C et le cumul annuel moyen de précipitations est de 797,2 mm,. Pour l'avenir, les paramètres climatiques de la commune estimés pour 2050 selon différents scénarios d'émission de gaz à effet de serre sont consultables sur un site dédié publié par Météo-France en novembre 2022.
| Mois                                  | jan.          | fév.           | mars           | avril         | mai           | juin          | jui.          | août         | sep.          | oct.          | nov.          | déc.           | année     |
| ------------------------------------- | ------------- | -------------- | -------------- | ------------- | ------------- | ------------- | ------------- | ------------ | ------------- | ------------- | ------------- | -------------- | --------- |
| Température minimale moyenne (°C)     | 1,1           | 1,2            | 2,7            | 4,5           | 7,4           | 10,5          | 12,3          | 12,4         | 10            | 7,9           | 4,5           | 1,7            | 6,3       |
| Température moyenne (°C)              | 3,5           | 4              | 6,5            | 9,6           | 12,4          | 15,8          | 17,9          | 17,7         | 14,9          | 11,4          | 7,1           | 4,1            | 10,4      |
| Température maximale moyenne (°C)     | 6             | 6,9            | 10,3           | 14,6          | 17,5          | 21,2          | 23,4          | 23           | 19,8          | 15            | 9,8           | 6,5            | 14,5      |
| Record de froid (°C) date du record   | −13 18.01.13  | −12,6 12.02.12 | −11,5 04.03.05 | −4,5 07.04.08 | −0,8 06.05.19 | 2,5 14.06.05  | 5 31.07.07    | 4,9 21.08.14 | 2,4 30.09.18  | −3,8 29.10.03 | −5,4 30.11.16 | −12,1 26.12.10 | −13 2013  |
| Record de chaleur (°C) date du record | 14,1 09.01.15 | 17,9 27.02.19  | 23,2 31.03.21  | 25,7 20.04.18 | 29,7 27.05.05 | 34,6 21.06.17 | 40,6 25.07.19 | 37 09.08.20  | 33,1 09.09.23 | 28,5 01.10.11 | 18,5 08.11.15 | 16,6 30.12.22  | 40,6 2019 |
| Précipitations (mm)                   | 75,3          | 63,3           | 65,8           | 45,8          | 68,1          | 53,2          | 58,7          | 70,2         | 50,8          | 70,4          | 78,5          | 97,1           | 797,2     |

#### Climat de la Picardie
| Mois                        | Jan  | Fév  | Mar   | Avr   | Mai   | Jui   | Jui   | Aoû   | Sep   | Oct   | Nov  | Déc  | Année  |
| Températures minimales (°C) | 1    | 1,1  | 2,7   | 4,4   | 7,6   | 10,3  | 12,2  | 12,2  | 10,4  | 7,7   | 3,9  | 1,8  | 6,3    |
| Températures maximales (°C) | 5,6  | 6,5  | 9,4   | 12,4  | 16,2  | 18,9  | 21,0  | 21,3  | 18,9  | 14,8  | 9,4  | 6,5  | 13,4   |
| Températures moyennes (°C)  | 3,3  | 3,8  | 6,0   | 8,4   | 11,9  | 14,6  | 16,6  | 16,7  | 14,7  | 11,3  | 6,7  | 4,2  | 9,8    |
| Ensoleillement (h)          | 52,6 | 81,3 | 114,0 | 165,6 | 199,0 | 209,7 | 215,4 | 207,8 | 151,5 | 113,7 | 74,4 | 47,5 | 1637,9 |
| Pluviométrie (mm)           | 59,2 | 48,3 | 55,0  | 48,1  | 53,6  | 61,8  | 57,4  | 57    | 68    | 71,8  | 81,2 | 70,2 | 731,5  |

## Urbanisme

### Typologie
Au 1er janvier 2024, Moliens est catégorisée bourg rural, selon la nouvelle grille communale de densité à sept niveaux définie par l'Insee en 2022.
Elle appartient à l'unité urbaine de Feuquières, une agglomération intra-départementale regroupant trois  communes, dont elle est une commune de la banlieue,,. La commune est en outre hors attraction des villes,.

### Occupation des sols
L'occupation des sols de la commune, telle qu'elle ressort de la base de données européenne d'occupation biophysique des sols Corine Land Cover (CLC), est marquée par l'importance des territoires agricoles (94,7 % en 2018), une proportion identique à celle de 1990 (94,7 %). La répartition détaillée en 2018 est la suivante : 
terres arables (66,7 %), prairies (23,7 %), zones urbanisées (5,3 %), zones agricoles hétérogènes (4,2 %). L'évolution de l'occupation des sols de la commune et de ses infrastructures peut être observée sur les différentes représentations cartographiques du territoire : la carte de Cassini (XVIIIe siècle), la carte d'état-major (1820-1866) et les cartes ou photos aériennes de l'IGN pour la période actuelle (1950 à aujourd'hui).

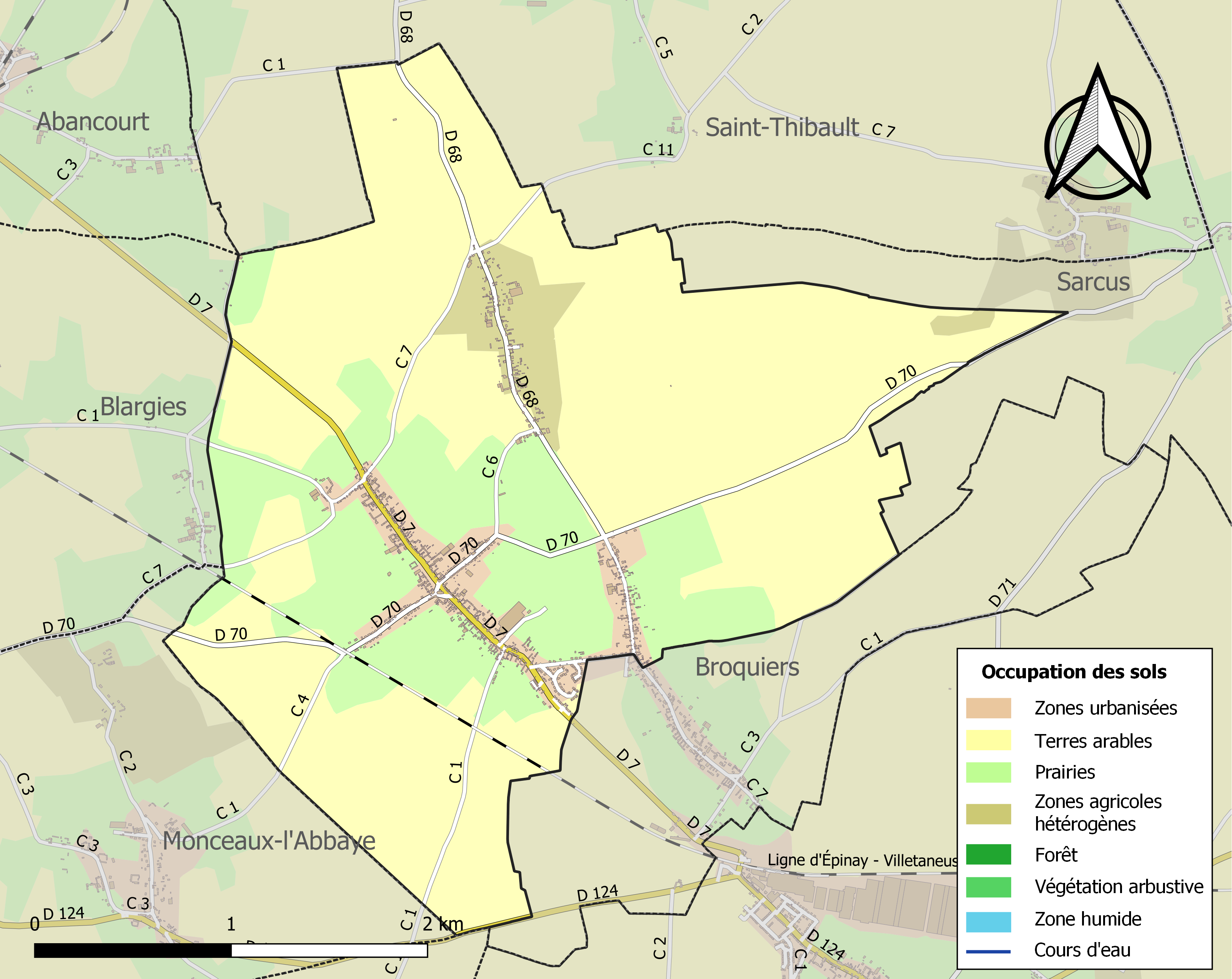
Carte des infrastructures et de l'occupation des sols de la commune en 2018 (CLC).

### Habitat
En 1999, 66,0 % des résidents de la commune étaient propriétaires de leurs logements (contre 60,4 % pour le département) et 30,7 % étaient locataires (contre 35,8 %).

### Voies de communication et transports
Moliens est accessible par la route départementale 919 (ex-route nationale 319).
La gare de Moliens permettait la desserte de la commune par le train. Depuis sa fermeture, la gare la plus proche est celle d'Abancourt desservie par des trains TER Normandie circulant entre les gares d'Amiens et de Rouen-Rive-Droite et par des trains TER Hauts-de-France circulant entre les gares d'Amiens et de Lille-Flandres ainsi qu'entre les gares de Beauvais et du Tréport - Mers.
La commune est desservie, en 2023, par les lignes 6103, 6113, 6124 et 6151 du réseau interurbain de l'Oise.
Moliens est située à 35 km de l'aéroport de Paris Beauvais Tillé. Il n'existe aucune liaison directe entre la commune et l'aéroport par des transports en commun.

## Toponymie
Le nom de la localité est attesté sous les formes « Mediolanas in pago Belvacensi » (867-890) ; Molliens (1160) ; Moiliens en 1160 ; Meilens (1170) ; Moslenœ (1175) ; Mellein (1221) ; Moylliens (1232) ; Guidone de Moiliens (1257) ; Molanurn in Belvacino en 1262, (Molli-Mansum) ; Molanum in Belvacino (1262) ; Molli mansum (vers 1270) ; Moyliens (1274) ; Mauliens (1280) ; Molliens en Beauvesis (1337) ; Moilliens (1454) ; Mollyens (1454) ; Moillyens (1454) ; Moliens en Beauvoisis (1474) ; Molliens (1530) ; Moliens aux bois (1587) ; Mollians (1635) ; Moliens en Beauvaisis (1667) ; Molliens en Beauvoisis (1725) ; Moliens (1840) ; Moliens en Beauvoisis (1850).

De l'adjectif de la langue d'oïl moyenne, « qui occupe une situation intermédiaire entre deux endroits ». Du gaulois mediolanon (latinisé en Mediolanum). Les toponymes issus de ce composé, s'ils semblent également marquer des limites de territoire, pourraient aussi avoir une caractéristique religieuse, en Gaule, en tant que « lieux sacrés ». Ces lieux se rencontrent notamment à la frontière des Bellovaques et des Ambiens avec Moliens.
La Révolution crée la commune de Molliens, qui ne prendra qu'ultérieurement son nom actuel de Moliens.

## Histoire
Selon Graves, « La seigneurie.avait le titre de chatellenie. Elle était -partagée entre le commandeur de Saint-Mauvis et le marquis de Sarcus.
Au quinzième siècle, Antoine de Villiers de l'Isle-Adams, père de l'évêque de Beauvais, était seigneur de Moliens qui appartint dans le siècle suivant, à Charles Do seigneur de Franconville-aux-bois.
La terre passa vers 1763 à la maison de Tiercelin avec le marquisat de Sarcus »
La commune, instituée lors de la Révolution française, absorbe celle de La Neuville-lès-Moliens par ordonnance royale du décembre 1826.
Le village a été desservi en 1875 par le chemin de fer avec la création de la gare de Moliens, qui a fermé en 2007.

## Politique et administration

### Rattachements administratifs et électoraux
La commune se trouve  dans l'arrondissement de Beauvais du département de l'Oise. Pour l'élection des députés, elle fait partie depuis 1988 de la deuxième circonscription de l'Oise.
Elle faisait partie depuis 1801 du canton de Formerie. Dans le cadre du redécoupage cantonal de 2014 en France, la commune est désormais intégrée dans le canton de Grandvilliers.

### Intercommunalité
Moliens fait partie de la communauté de communes de la Picardie Verte qui correspond l'ensemble des communes des anciens cantons de Formerie, Grandvilliers et Marseille en Beauvaisis, ainsi que certaines communes du canton de Songeons.
La commune fait également partie du « Grand Beauvaisis », l'un des seize pays constituant le « Pays de Picardie »[réf. nécessaire].
En 2019, la commune participe également à divers regroupements communaux :
- Syndicat d'énergie de l'Oise
- Syndicat des eaux de Blargies
- Syndicat intercommunal de regroupement scolaire Moliens - Saint-Arnoult
- Syndicat mixte Oise très haut débit

### Liste des maires
| Période                                  | Période                       | Identité                             | Étiquette | Qualité                                                                            |
| ---------------------------------------- | ----------------------------- | ------------------------------------ | --------- | ---------------------------------------------------------------------------------- |
| Les données manquantes sont à compléter. |                               |                                      |           |                                                                                    |
|                                          |                               | Charles Marie Brossard de Beauchesne |           | Avocat, propriétaire Conseiller général de Formerie (1871 → 1883)                  |
|                                          |                               | Charles Haudricourt                  | RP        | Avocat Député de l'Oise (1902 → 1906) Conseiller général de Formerie (1901 → 1907) |
| Les données manquantes sont à compléter. |                               |                                      |           |                                                                                    |
| janvier 1981                             | février 2012                  | Pierre Buée,                         |           | Retraité Démissionnaire                                                            |
| février 2012                             | En cours (au 30 janvier 2023) | Philippe Van Ooteghem                |           | Garagiste Réélu pour le mandat 2020-2026,                                          |

### Budget et fiscalité
Le budget municipal principal 2006 totalisait 138 000 euros d'investissement et 420 000 euros de fonctionnement.
La taxe d'habitation prélevée par la commune était en 2006 de 4,77 %, la taxe foncière sur les propriétés bâties était de 20,28 % et la taxe professionnelle de 5,50 %.

## Population et société

### Démographie

#### Évolution démographique
L'évolution du nombre d'habitants est connue à travers les recensements de la population effectués dans la commune depuis 1793. Pour les communes de moins de 10 000 habitants, une enquête de recensement portant sur toute la population est réalisée tous les cinq ans, les populations de référence des années intermédiaires étant quant à elles estimées par interpolation ou extrapolation. Pour la commune, le premier recensement exhaustif entrant dans le cadre du nouveau dispositif a été réalisé en 2007.

En 2022, la commune comptait 1 126 habitants, en évolution de −1,83 % par rapport à 2016 (Oise : +0,87 %, France hors Mayotte : +2,11 %).
| 1793 | 1800 | 1806 | 1821 | 1831  | 1836  | 1841  | 1846  | 1851  |
| ---- | ---- | ---- | ---- | ----- | ----- | ----- | ----- | ----- |
| 787  | 887  | 783  | 782  | 1 095 | 1 053 | 1 029 | 1 029 | 1 045 |

| 1856  | 1861 | 1866 | 1872 | 1876 | 1881 | 1886 | 1891 | 1896 |
| ----- | ---- | ---- | ---- | ---- | ---- | ---- | ---- | ---- |
| 1 022 | 996  | 969  | 962  | 928  | 859  | 880  | 879  | 790  |

| 1901 | 1906 | 1911 | 1921 | 1926 | 1931 | 1936 | 1946 | 1954 |
| ---- | ---- | ---- | ---- | ---- | ---- | ---- | ---- | ---- |
| 778  | 784  | 807  | 804  | 764  | 727  | 700  | 741  | 777  |

| 1962 | 1968 | 1975 | 1982 | 1990 | 1999 | 2006  | 2007  | 2012  |
| ---- | ---- | ---- | ---- | ---- | ---- | ----- | ----- | ----- |
| 835  | 876  | 819  | 777  | 869  | 942  | 1 028 | 1 040 | 1 089 |

| 2017  | 2022  | - | - | - | - | - | - | - |
| ----- | ----- | - | - | - | - | - | - | - |
| 1 158 | 1 126 | - | - | - | - | - | - | - |

#### Pyramide des âges
La population de la commune est relativement jeune.
En 2018, le taux de personnes d'un âge inférieur à 30 ans s'élève à 41,0 %, soit au-dessus de la moyenne départementale (37,3 %). À l'inverse, le taux de personnes d'âge supérieur à 60 ans est de 20,4 % la même année, alors qu'il est de 22,8 % au niveau départemental.
En 2018, la commune comptait 563 hommes pour 588 femmes, soit un taux de 51,09 % de femmes, légèrement inférieur au taux départemental (51,11 %).
Les pyramides des âges de la commune et du département s'établissent comme suit.
| Hommes | Classe d’âge | Femmes |
| ------ | ------------ | ------ |
| 0,4    | 90 ou +      | 0,7    |
| 5,9    | 75-89 ans    | 5,3    |
| 13,1   | 60-74 ans    | 15,3   |
| 18,4   | 45-59 ans    | 17,7   |
| 19,7   | 30-44 ans    | 21,4   |
| 19,6   | 15-29 ans    | 19,1   |
| 23,0   | 0-14 ans     | 20,5   |

| Hommes | Classe d’âge | Femmes |
| ------ | ------------ | ------ |
| 0,5    | 90 ou +      | 1,4    |
| 5,5    | 75-89 ans    | 7,6    |
| 15,6   | 60-74 ans    | 16,3   |
| 20,8   | 45-59 ans    | 20     |
| 19,4   | 30-44 ans    | 19,4   |
| 17,6   | 15-29 ans    | 16,2   |
| 20,6   | 0-14 ans     | 19,1   |

### Enseignement

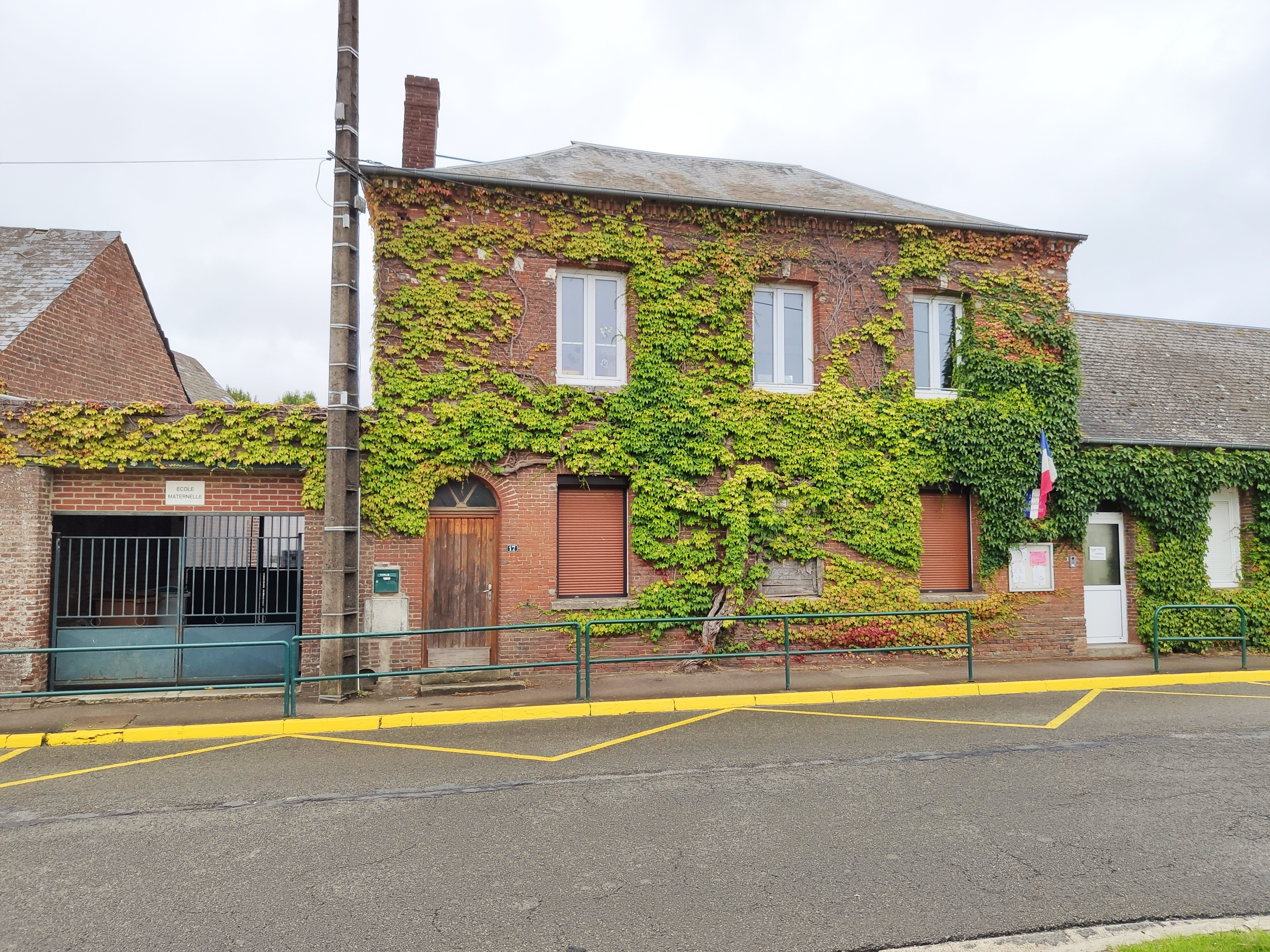
L'entrée de l'école maternelle.

Une école maternelle  et une école élémentaire.

### Autres services publics
En 2018, le village dispose d'une agence postale communale située en mairie.

## Économie
- Kindy, une entreprise de fabrication de chaussettes et de chaussures, a son siège et une usine à Moliens. Elle occupait jusqu'à 800 salariés dans les années 1970 et 115 en 2017. Elle a repris son activité en 2017 après un redressement judiciaire et le départ de 55 salariés[40],[41],[42].

## Culture locale et patrimoine

### Lieux et monuments
- L'église Saint-Honoré, remontant  à la seconde moitié du XVIe siècle en appareil en damier mélangeant, selon les endroits, grès, pierre crayeuses, silex et petits moellons, et dont la nef a subi une importante transformation au siècle suivant. Le chœur est percé de trois grandes fenêtres à l'abside (le remplage, de style renaissance, a été refait) et de quatre petites fenêtres en plein cintre dans la travée droite[43].

Elle contient des fonts baptismaux du XIIe siècle
On indiquait au début du XIXe siècle qu'on y conservait des reliques de saint Bénigne données en 1718, et d'autres reliques de saint Pierre et de saint 'Barnabé rapportées de Rome par Benjamin Vitet, courier du premier Consul, qui était né à Moliens.

L'église Saint-Honoré
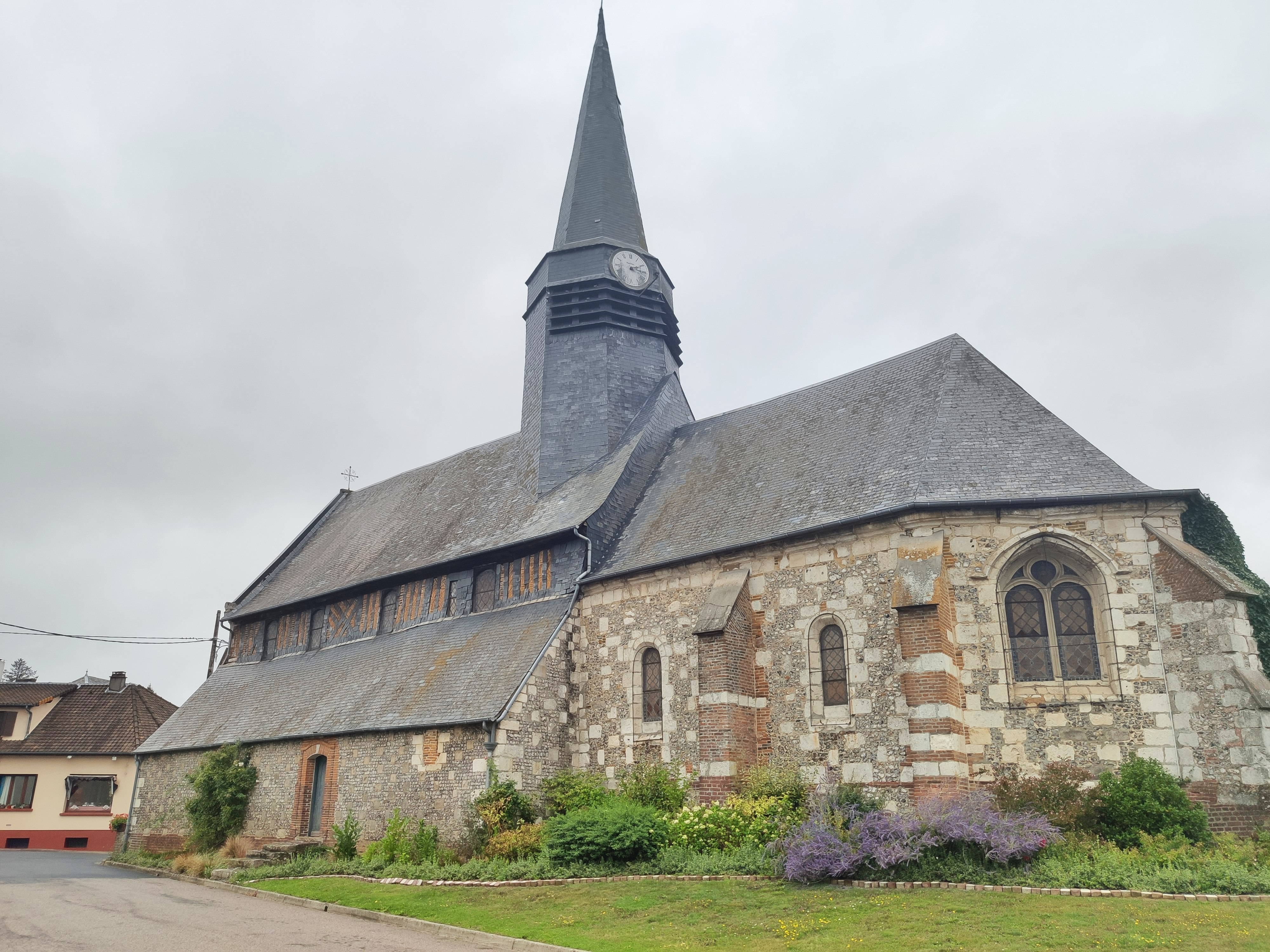
Façade sud
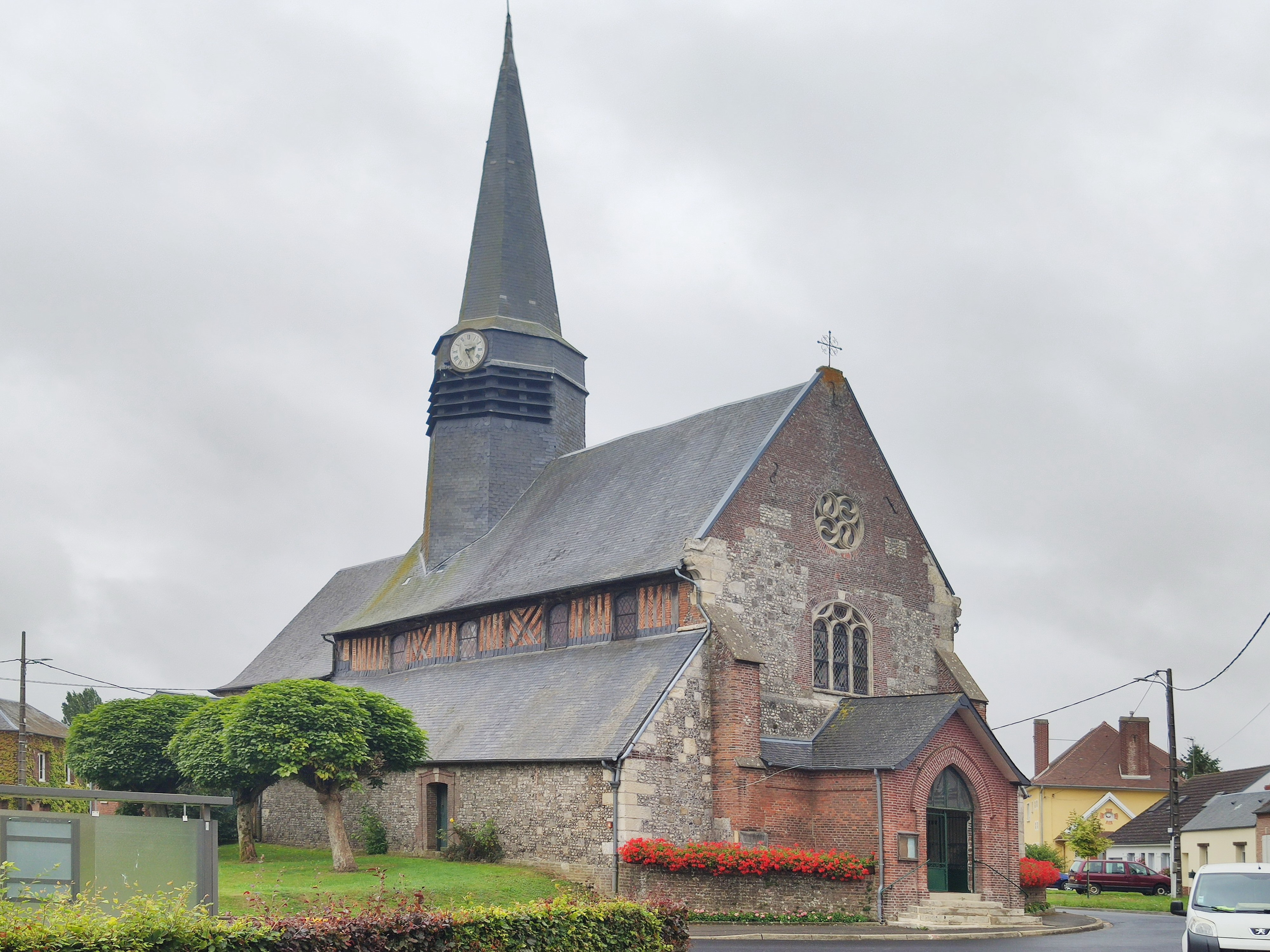
Façade principale
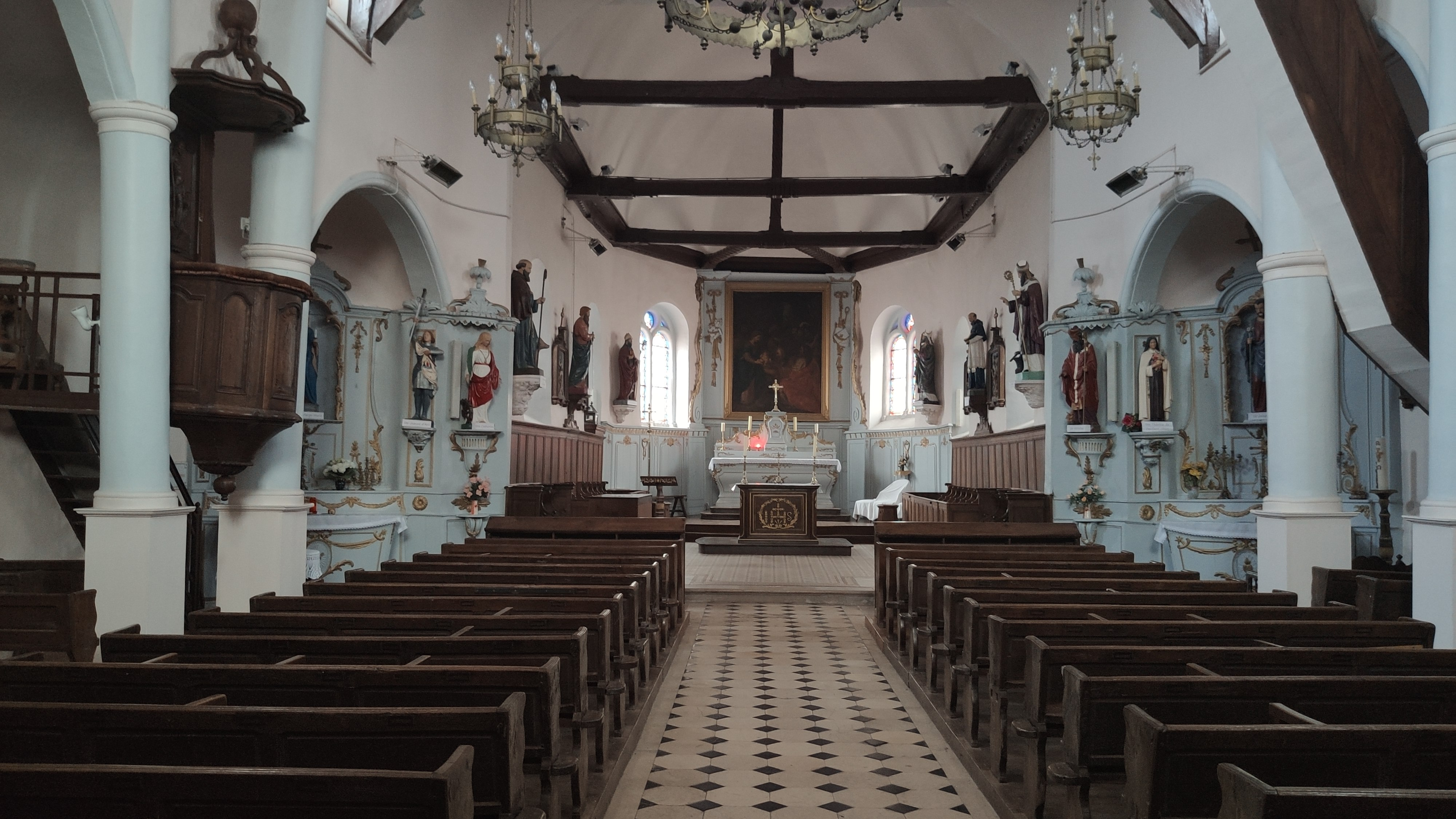
La nef
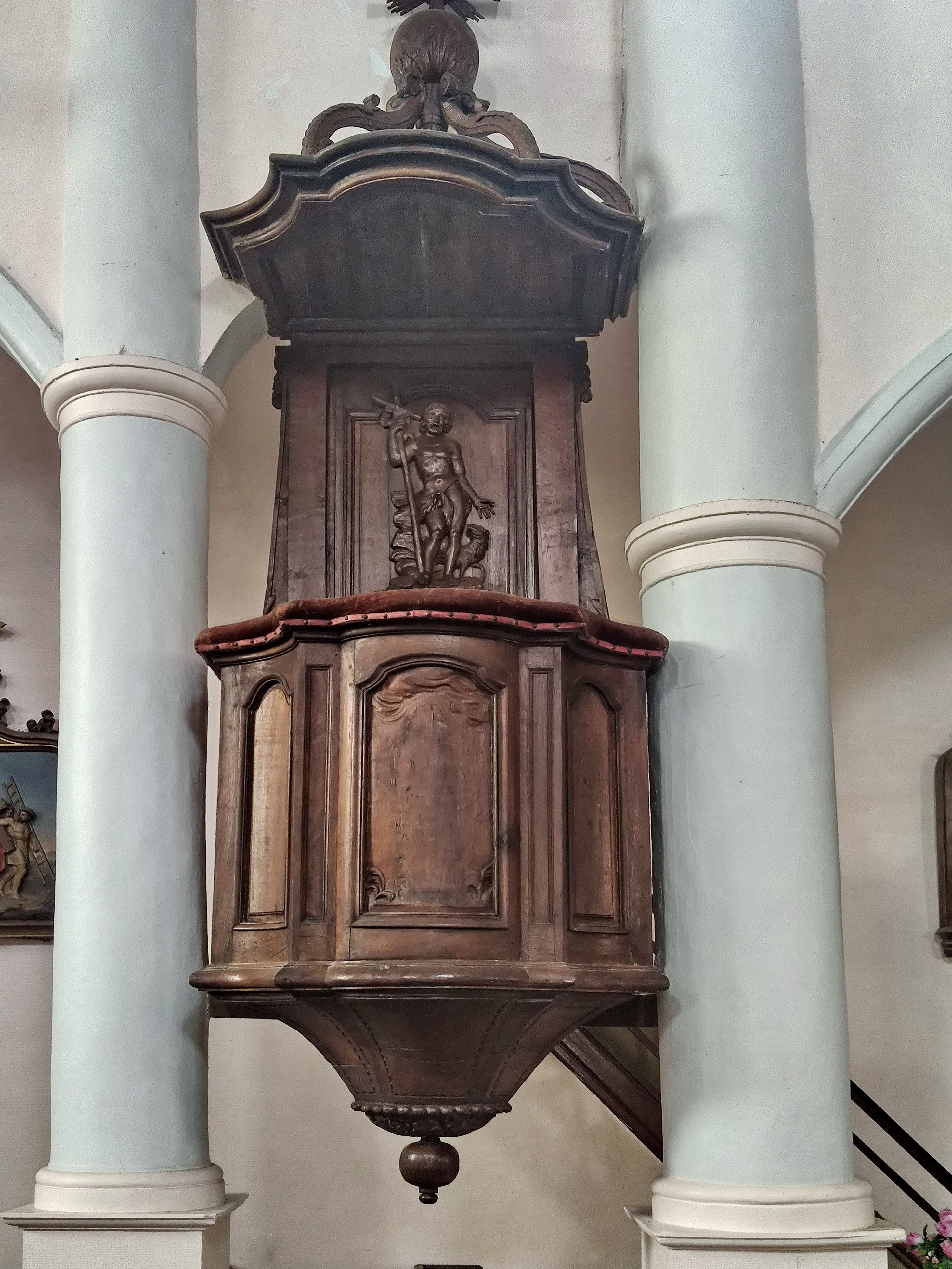
La chaire
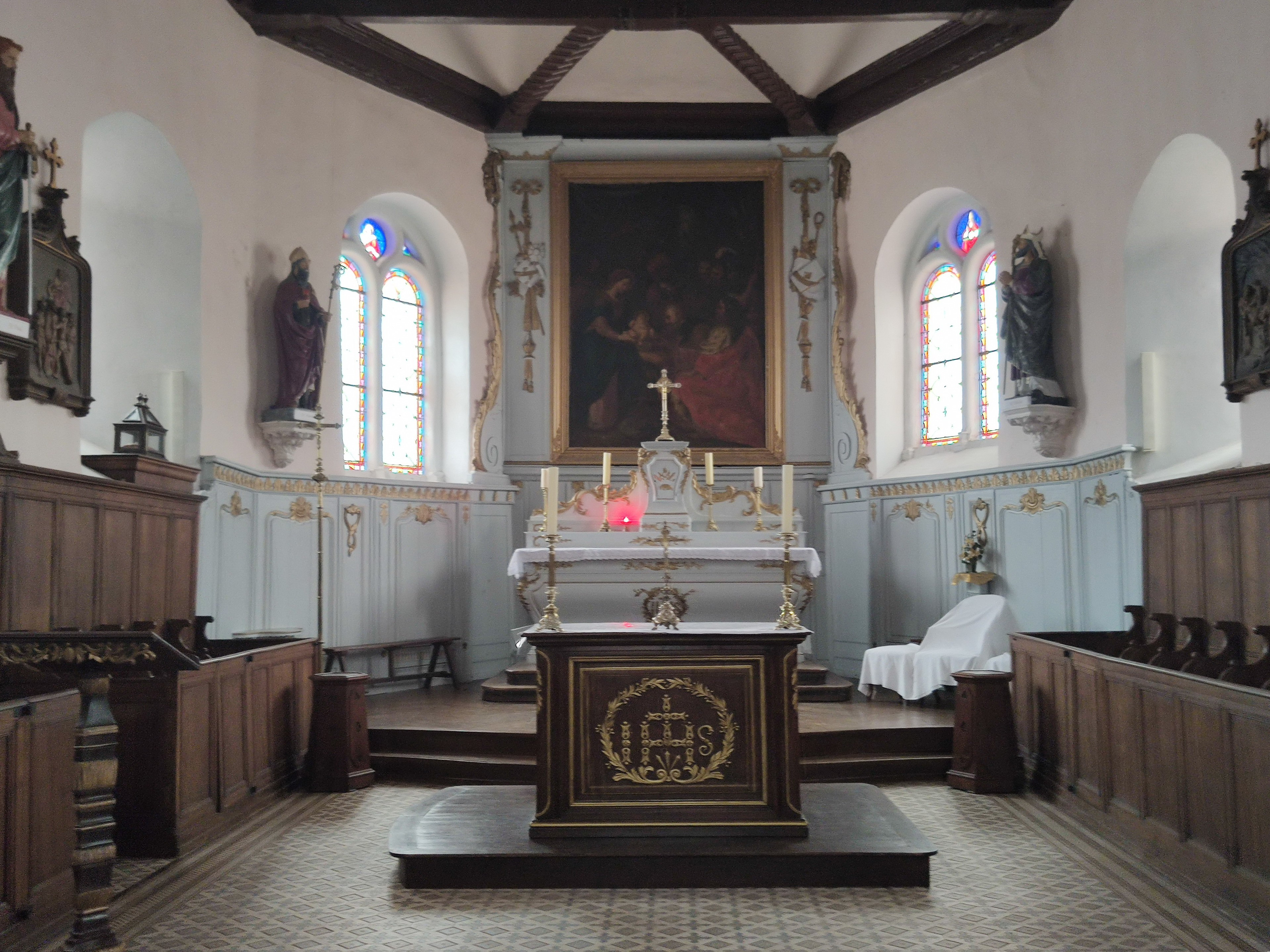
Le chœur

- Chapelle au hameau de Pleuville, construite en 1901[46].
- Le château de Moliens est une demeure anglo-normande du XIXe siècle construit en 1896 par Charles Haudricourt, député de l'Oise et maire de la commune, désormais utilisé comme chambre d'hôtes et lieux de réceptions.

### Personnalités liées à la commune
Benjamin Vitel, né à Moliens, fut courrier de l'empereur Napoléon Ier.

### Héraldique
| Blason de Moliens | Blason  | D'argent aux trois cœurs couronnés de gueules. |
| Blason de Moliens | Détails |                                                |